# Аликовский муниципальный округ
А́ликовский муниципальный округ (чув. Элĕк муниципалитет округӗ) — муниципальное образование Чувашской Республики.
Административный центр — село Аликово.

## География
Граничит на севере с Моргаушским и Ядринским, на западе — с Красночетайским, на юге — с Шумерлинским и Вурнарским, на востоке — с Красноармейским районами. Территория района компактна, её протяжённость с севера на юг составляет 18 км, с запада на восток — 25 км. Площадь — 554,1 км².

## История
Округ образован 24 марта 2022 года законом Чувашской Республики N 15 путём преобразования муниципальных образований — Аликовское, Большевыльское, Ефремкасинское, Илгышевское, Крымзарайкинское, Питишевское, Раскильдинское, Таутовское, Тенеевское, Чувашско-Сорминское, Шумшевашское, Яндобинское сельские поселения Аликовского района Чувашской Республики (далее также – сельские поселения) путем их объединения во вновь образованное муниципальное образование "Аликовский муниципальный округ Чувашской Республики" с согласия населения, выраженного представительными органами указанных сельских поселений и Аликовского района Чувашской Республики.

## Население
| 1993    | 1997    | 2001    | 2002    | 2005    | 2009    | 2010    | 2011    | 2012    |
| ------- | ------- | ------- | ------- | ------- | ------- | ------- | ------- | ------- |
| 23 200  | ↘22 500 | ↘21 900 | ↘21 745 | ↘20 600 | ↘19 234 | ↘18 282 | ↘18 153 | ↘17 654 |
| 2013    | 2014    | 2015    | 2016    | 2017    | 2018    | 2019    | 2020    | 2021    |
| ↘17 274 | ↘16 963 | ↘16 636 | ↘16 328 | ↘15 882 | ↘15 563 | ↘15 173 | ↘14 906 | ↘14 273 |

### Национальный состав
По данным переписи населения 2010 года Аликовский район мононационален, абсолютное большинство населения — чуваши (98 %), русские живут в селе Русская Сорма.
| Национальность | Число указавших национальность и доля от населения района |
| -------------- | --------------------------------------------------------- |
| Чуваши         | 97,55 % (17 834)                                          |
| Русские        | 1,76 % (322)                                              |

## Территориальное устройство
В рамках административно-территориального устройства, район делится на 12 административно-территориальных единиц — сельских поселений.
В рамках организации местного самоуправления с 2004 до 2022 гг. муниципальный район включал 12 муниципальных образований со статусом сельского поселения, которые к 1 января 2023 года были упразднены и объединены в единый муниципальный округ.
| №  | Сельское поселение                     | Административный центр | Количество населённых пунктов | Население (чел.) | Площадь (км²) |
| -- | -------------------------------------- | ---------------------- | ----------------------------- | ---------------- | ------------- |
| 1  | Аликовское сельское поселение          | село Аликово           | 10                            | ↘3311            | 30,80         |
| 2  | Большевыльское сельское поселение      | село Большая Выла      | 3                             | ↘777             | 28,50         |
| 3  | Ефремкасинское сельское поселение      | деревня Ефремкасы      | 13                            | ↘1630            | 66,95         |
| 4  | Илгышевское сельское поселение         | деревня Илгышево       | 6                             | ↘580             | 25,68         |
| 5  | Крымзарайкинское сельское поселение    | село Крымзарайкино     | 9                             | ↘541             | 31,87         |
| 6  | Питишевское сельское поселение         | деревня Питишево       | 6                             | ↘734             | 34,79         |
| 7  | Раскильдинское сельское поселение      | село Раскильдино       | 5                             | ↘773             | 43,22         |
| 8  | Таутовское сельское поселение          | деревня Таутово        | 11                            | ↘1764            | 61,48         |
| 9  | Тенеевское сельское поселение          | село Тенеево           | 5                             | ↘603             | 22,69         |
| 10 | Чувашско-Сорминское сельское поселение | село Чувашская Сорма   | 16                            | ↘1211            | 65,22         |
| 11 | Шумшевашское сельское поселение        | село Шумшеваши         | 19                            | ↘1377            | 70,17         |
| 12 | Яндобинское сельское поселение         | село Яндоба            | 12                            | ↘1295            | 72,75         |

## Населённые пункты
В Аликовском районе (муниципальном округе) расположено 115 населённых пунктов:
| №   | Населённый пункт   | Тип     | Население | Сельское поселение                     |
| --- | ------------------ | ------- | --------- | -------------------------------------- |
| 1   | Азамат             | деревня | ↗213      | Аликовское сельское поселение          |
| 2   | Алгукасы           | деревня | ↘19       | Питишевское сельское поселение         |
| 3   | Аликово            | село    | ↗3023     | Аликовское сельское поселение          |
| 4   | Анаткасы           | деревня | ↘108      | Питишевское сельское поселение         |
| 5   | Анаткасы           | деревня | ↗318      | Яндобинское сельское поселение         |
| 6   | Антоновка          | выселок | ↗15       | Чувашско-Сорминское сельское поселение |
| 7   | Асакасы            | село    | ↗167      | Ефремкасинское сельское поселение      |
| 8   | Атмень             | выселок | ↗33       | Шумшевашское сельское поселение        |
| 9   | Большая Выла       | село    | ↗622      | Большевыльское сельское поселение      |
| 10  | Большие Атмени     | деревня | ↗139      | Шумшевашское сельское поселение        |
| 11  | Большие Токташи    | деревня | ↗200      | Раскильдинское сельское поселение      |
| 12  | Большие Шиуши      | деревня | ↗352      | Чувашско-Сорминское сельское поселение |
| 13  | Большое Ямашево    | село    | ↗340      | Шумшевашское сельское поселение        |
| 14  | Верхние Ёлыши      | деревня | ↗109      | Чувашско-Сорминское сельское поселение |
| 15  | Верхние Карачуры   | деревня | ↗330      | Ефремкасинское сельское поселение      |
| 16  | Верхние Куганары   | деревня | ↗207      | Ефремкасинское сельское поселение      |
| 17  | Верхние Татмыши    | деревня | ↗112      | Ефремкасинское сельское поселение      |
| 18  | Верхние Хоразаны   | деревня | ↗108      | Чувашско-Сорминское сельское поселение |
| 19  | Видесючь           | деревня | ↗76       | Аликовское сельское поселение          |
| 20  | Вотланы            | деревня | ↗270      | Ефремкасинское сельское поселение      |
| 21  | Вурманкасы         | деревня | ↗157      | Ефремкасинское сельское поселение      |
| 22  | Выла               | деревня | ↗238      | Большевыльское сельское поселение      |
| 23  | Выла-Базар         | деревня | ↗66       | Шумшевашское сельское поселение        |
| 24  | Дубовский          | посёлок | ↗93       | Аликовское сельское поселение          |
| 25  | Ефремкасы          | деревня | ↗279      | Ефремкасинское сельское поселение      |
| 26  | Задние Хирлепы     | деревня | →48       | Тенеевское сельское поселение          |
| 27  | Изванкино          | деревня | ↗292      | Илгышевское сельское поселение         |
| 28  | Илгышево           | деревня | ↗232      | Илгышевское сельское поселение         |
| 29  | Ильянкино          | деревня | ↗141      | Таутовское сельское поселение          |
| 30  | Ишпарайкино        | деревня | ↗150      | Шумшевашское сельское поселение        |
| 31  | Иштеки             | деревня | ↗42       | Аликовское сельское поселение          |
| 32  | Кагаси             | деревня | →125      | Чувашско-Сорминское сельское поселение |
| 33  | Караклово          | деревня | ↗40       | Шумшевашское сельское поселение        |
| 34  | Кармалы            | деревня | ↗203      | Тенеевское сельское поселение          |
| 35  | Качалово           | деревня | ↗213      | Ефремкасинское сельское поселение      |
| 36  | Кивкасы            | деревня | ↗134      | Яндобинское сельское поселение         |
| 37  | Кивой              | деревня | ↗146      | Шумшевашское сельское поселение        |
| 38  | Кораккасы          | деревня | ↗91       | Крымзарайкинское сельское поселение    |
| 39  | Коракши            | деревня | ↗261      | Ефремкасинское сельское поселение      |
| 40  | Крымзарайкино      | село    | ↗72       | Крымзарайкинское сельское поселение    |
| 41  | Лобашкино          | деревня | ↗151      | Крымзарайкинское сельское поселение    |
| 42  | Лотра-Багиши       | деревня | ↗33       | Шумшевашское сельское поселение        |
| 43  | Малые Токташи      | деревня | ↗53       | Раскильдинское сельское поселение      |
| 44  | Малые Туваны       | деревня | ↗729      | Таутовское сельское поселение          |
| 45  | Мартынкино         | деревня | ↘110      | Чувашско-Сорминское сельское поселение |
| 46  | Нагорная           | деревня | ↗36       | Шумшевашское сельское поселение        |
| 47  | Нижние Ёлыши       | деревня | ↗183      | Чувашско-Сорминское сельское поселение |
| 48  | Нижние Карачуры    | деревня | ↗56       | Ефремкасинское сельское поселение      |
| 49  | Нижние Куганары    | деревня | ↗142      | Ефремкасинское сельское поселение      |
| 50  | Нижние Татмыши     | деревня | ↗183      | Ефремкасинское сельское поселение      |
| 51  | Нижние Хоразаны    | деревня | ↗125      | Чувашско-Сорминское сельское поселение |
| 52  | Нижние Шиуши       | деревня | ↗37       | Чувашско-Сорминское сельское поселение |
| 53  | Новая              | деревня | ↗131      | Шумшевашское сельское поселение        |
| 54  | Ойкасы             | деревня | ↗123      | Илгышевское сельское поселение         |
| 55  | Олух-Шумшеваши     | деревня | ↗60       | Шумшевашское сельское поселение        |
| 56  | Орбаши             | деревня | ↘137      | Питишевское сельское поселение         |
| 57  | Павлушкино         | деревня | ↗74       | Таутовское сельское поселение          |
| 58  | Передние Хирлепы   | деревня | ↗72       | Тенеевское сельское поселение          |
| 59  | Пизенеры           | деревня | ↘54       | Шумшевашское сельское поселение        |
| 60  | Пизенеры           | деревня | ↗126      | Яндобинское сельское поселение         |
| 61  | Пизеры             | деревня | ↗64       | Таутовское сельское поселение          |
| 62  | Пизипово           | деревня | ↘182      | Питишевское сельское поселение         |
| 63  | Питишево           | деревня | ↘198      | Питишевское сельское поселение         |
| 64  | Прошкино           | деревня | ↗160      | Шумшевашское сельское поселение        |
| 65  | Раскильдино        | село    | ↗530      | Раскильдинское сельское поселение      |
| 66  | Русская Сорма      | село    | ↗212      | Яндобинское сельское поселение         |
| 67  | Самушкино          | деревня | ↗98       | Яндобинское сельское поселение         |
| 68  | Сатлайкино         | деревня | ↗95       | Яндобинское сельское поселение         |
| 69  | Синерь             | деревня | ↗153      | Аликовское сельское поселение          |
| 70  | Синькасы           | деревня | ↗134      | Яндобинское сельское поселение         |
| 71  | Сириккасы          | деревня | ↗347      | Большевыльское сельское поселение      |
| 72  | Смородино          | деревня | ↗95       | Аликовское сельское поселение          |
| 73  | Сормвары           | деревня | ↗186      | Крымзарайкинское сельское поселение    |
| 74  | Сормпось-Мочей     | деревня | ↗92       | Крымзарайкинское сельское поселение    |
| 75  | Сормпось-Шумшеваши | деревня | ↗134      | Шумшевашское сельское поселение        |
| 76  | Таутово            | деревня | ↗539      | Таутовское сельское поселение          |
| 77  | Тенеево            | село    | ↗260      | Тенеевское сельское поселение          |
| 78  | Тимирзькасы        | деревня | ↗186      | Илгышевское сельское поселение         |
| 79  | Тогачь             | деревня | ↗138      | Аликовское сельское поселение          |
| 80  | Торопкасы          | деревня | ↗127      | Таутовское сельское поселение          |
| 81  | Тури-Выла          | деревня | ↗389      | Раскильдинское сельское поселение      |
| 82  | Тушкасы            | деревня | ↗75       | Яндобинское сельское поселение         |
| 83  | Урмаево            | деревня | ↘99       | Аликовское сельское поселение          |
| 84  | Устье              | село    | ↘258      | Питишевское сельское поселение         |
| 85  | Хирлеппоси         | деревня | ↗244      | Таутовское сельское поселение          |
| 86  | Ходяково           | деревня | ↗198      | Таутовское сельское поселение          |
| 87  | Хоравары           | деревня | ↗134      | Таутовское сельское поселение          |
| 88  | Хорнзор            | деревня | ↗124      | Крымзарайкинское сельское поселение    |
| 89  | Челкасы            | деревня | ↗320      | Яндобинское сельское поселение         |
| 90  | Чердаки            | деревня | ↗87       | Крымзарайкинское сельское поселение    |
| 91  | Чиршкасы           | деревня | ↗109      | Яндобинское сельское поселение         |
| 92  | Чувашская Сорма    | село    | ↗235      | Чувашско-Сорминское сельское поселение |
| 93  | Шапкино            | деревня | ↗58       | Чувашско-Сорминское сельское поселение |
| 94  | Шафранчик          | деревня | ↗71       | Шумшевашское сельское поселение        |
| 95  | Шерашево           | деревня | ↗264      | Таутовское сельское поселение          |
| 96  | Шлан               | выселок | ↗46       | Таутовское сельское поселение          |
| 97  | Шор-Байраш         | деревня | ↗56       | Чувашско-Сорминское сельское поселение |
| 98  | Шор-Босай          | деревня | ↗33       | Чувашско-Сорминское сельское поселение |
| 99  | Шоркасы            | деревня | ↗140      | Крымзарайкинское сельское поселение    |
| 100 | Шоркасы            | деревня | ↗83       | Чувашско-Сорминское сельское поселение |
| 101 | Шоркасы            | деревня | ↗91       | Шумшевашское сельское поселение        |
| 102 | Шумшеваши          | село    | ↗280      | Шумшевашское сельское поселение        |
| 103 | Шундряши           | деревня | ↗178      | Раскильдинское сельское поселение      |
| 104 | Элекейкино         | деревня | ↗102      | Шумшевашское сельское поселение        |
| 105 | Энехметь           | деревня | ↘13       | Чувашско-Сорминское сельское поселение |
| 106 | Эренары            | деревня | ↗371      | Тенеевское сельское поселение          |
| 107 | Юманлыхи           | село    | ↗176      | Ефремкасинское сельское поселение      |
| 108 | Ягунькино          | деревня | ↗200      | Яндобинское сельское поселение         |
| 109 | Яжуткино           | деревня | ↗110      | Илгышевское сельское поселение         |
| 110 | Якейкино           | деревня | ↗172      | Шумшевашское сельское поселение        |
| 111 | Янгорас            | деревня | ↗316      | Аликовское сельское поселение          |
| 112 | Яндоба             | село    | ↗136      | Яндобинское сельское поселение         |
| 113 | Яныши              | деревня | ↗53       | Чувашско-Сорминское сельское поселение |
| 114 | Яргунькино         | деревня | ↗148      | Крымзарайкинское сельское поселение    |
| 115 | Ярушкино           | деревня | ↗93       | Илгышевское сельское поселение         |

## Руководство
Председатель Собрания депутатов Аликовского муниципального округа
- Волков Э.К.

Глава Аликовского муниципального округа
- А.Ю. Терентьев

## Символика

### Флаг
Флаг Аликовского района Чувашской Республики — один из символов Аликовского района Чувашской Республики.
Флаг представляет собой прямоугольное полотнище соотношения 5:8. Основной цвет — белый, внизу полоса красного цвета, ограниченная волнистыми линиями жёлтого и синего цветов, выражающими образы нивы и рек Сорма и Вылы. На белом фоне флага условные изображение синего дерева с жёлтыми листьями, передающими образ сормовских лесов и символизирующее процветающий край. Сочетания белого, синего, жёлтого и красного обусловлены цветами флагов Чувашской Республики и Российской Федерации. Изображения флага и герба, символов района, гармонизируют по цвету и стилю.
Автор проекта — заслуженный художник Чувашской Республики А. В. Данилов.
Утверждён Собранием депутатов Аликовского района в 2007 году.

### Гимн
За гимн района принята песня «Между Сормой и Вылой» (слова А. Галкина, музыка Кудакова)
1.
- Между Сормой и Вылой —
- Это истинно чувашский край.
- Зелёный шёлк — цветущие леса.
- Светлые озёра, речные утёсы.

Припев:
- Аликовский край, Аликовский край
- К себе влекущий родимый край!
- Ты в сердце навеки и только одна
- Зовущая к солнцу моя сторона!

2.
3.
- Между Ямашево и Тенеево —                      Нижние Куганары
- Обновляется мир красиво.
- Здесь честно трудятся достойные люди,
- В каждом селении — добро-молодцы.